# André Pena Graña
André Pena Graña, nacido en Ferrol en 1955, es un historiador contemporáneo gallego especializado en investigaciones sobre la cultura celta.

## Trayectoria
Se crio en Menorca de los 7 a los 14 años, luego volvió a Ferrol. Doctor en Arqueología e Historia Antigua por la Universidad de Santiago de Compostela, desde 1987 trabaja como Historiador, Arqueólogo y Archivero del ayuntamiento de Narón, donde ganó su plaza de Arqueólogo- Historiador-Archivero.
Esto le permitió realizar el estudio de larga duración, sin fisuras, antes, durante y después de la dominación romana de una comarca "A Terra de Trasancos", con una espléndida factografía medieval. La Historia de Narón en tres volúmenes Narón, un Concello con Historia de Seu I, II, III, es una historia total, factográfica. Esta historia de algún modo culmina con éxito el viejo proyecto del desaparecido Seminario de Estudos Galegos, permitiendo comprender los mecanismos que posibilitaron la supervivencia del acervo institucional prerromano, celta, en la Edad Media, y ver su evolución hasta el final del Antiguo Régimen.
André Pena Graña, fue secretario de organización de tres congresos internacionales Os Celtas da Europa Atlántica I, II, III. Activo defensor de la Civilización Celta, de Galicia como Cuna de los Celtas de la Europa Atlántica, restauró, con rigor y base epistémica, los estudios celtas eliminados en Galicia tras la guerra civil. 
Su aproximación con metodología inter y multidisciplinar a la Arqueología y a la Etnografía, creó un nuevo método que permite identificar instituciones en la Prehistoria, una nueva rama de la Arqueología, que viene a enriquecer las ya existentes, desarrollada en su tesis doctoral Treba y Territorium, llamada por Venceslás Kruta "Arqueología Institucional". 
André Pena es el actual decano del Instituto Gallego de Estudios Célticos.

## Obra
- Narón un concello con historia de seu, Volume I. Sotelo Blanco, 1991, ISBN 84-7824-089-6.
- Narón un concello con historia de seu, Volume II. Kadmos, 1992, ISBN 84-87674-32-1.
- "O territorio e as categorías sociais na Gallaecia Antiga: un matrimonio entre a Terra (Treba) e a Deusa Nai (Mater)". Anuario Brigantino,  1130-7625, Nº. 17, 1994, páxs. 33-78
- "A importancia de Lóngaras" en Ferrolterra galaico-romana, coord. por V. Alonso Troncoso, 1997,  84-88991-12-6, páxs. 69-83
- Narón un concello con historia de seu, Volume III. Sotelo Blanco, 2001, ISBN 84-7824-089-6.
- Narón. Unha historia ilustrada na Terra de Trasancos, xunto con Eva Merlán Bollaín e Alfonso Filgueira López. Baía Edicións, 1995, ISBN 84-87674-77-1.
- A orixe dos coutos, das xurisdicións dos escudos e das bandeiras municipais galegas. Narón: Vexiloloxía e heráldica. Concello de Narón, 2002, Depósito legal: C-1598/2002.
- Santa María Maior de O Val, Narón: Unha Parroquia con Celtas Reminiscencias na Terra de Trasancos. Fundación Terra de Trasancos, 2004.
- "Cerimonias celtas de entronización real na Galiza". Anuario Brigantino,  1130-7625, Nº. 27, 2004, páxs. 117-160
- Treba y Territorium. Génesis y desarrollo del mobiliario e inmobiliario arqueológico institucional de la Gallaecia.[3] USC (2004).
- "Rebe trasangiuge: una nueva lectura del epígrafe de Covas". Anuario Brigantino,  1130-7625, Nº. 28, 2005, páxs. 39-46
- "Las Trebas, "tribus" celtas de Gallaecia y su constitución política: estudios de la Edad del hierro en el Noroeste Peninsular". Gallaecia,  0211-8653, Nº 25, 2006, páxs. 371-399
- Santo André de Teixido: O Camiño dos Celtas. Equona 2006.
- "Túmulos, "Mouros", enanos, gigantes, salvaje caza: la etnografía gallega vista como registro arqueológico no intervencionista, en De cultura, lenguas y tradiciones: II Simposio de Estudios Humanísticos" (Ferrol, 14-16 novembro de 2006). Paz Romero Portilla (aut.), Manuel-Reyes García Hurtado (aut.), 2007,  978-84-9749-243-0, páxs. 229-246
- "O ancestral Camiño de peregrinación ó fin do mundo: na procura do deus do Alén : Briareo, Berobreo, Breogán, Hércules, Santiago". Andrés Pena Graña, Alfredo Erias Martínez. Anuario brigantino,  1130-7625, Nº. 29, 2006, páxs. 23-39
- "Galicia, cuna de los celtas de la Europa Atlántica". Anuario brigantino,  1130-7625, Nº. 30, 2007, páxs. 57-88
- Industriais e Reais Fábricas de Narón en Tempos da Ilustración.  Concello de Narón. 2007, ISBN 978 84 920185 8 1
- "O misterio do trisquel na relixión celta Archivado el 8 de junio de 2013 en Wayback Machine. ancestral: monoteísmo trinitario antecedente do presente cristián". Cátedra: revista eumesa de estudios,  1133-9608, Nº. 15, 2008, páxs. 167-236
- "A cultura castrexa inexistente". Archivado el 29 de julio de 2021 en Wayback Machine. Cátedra: revista eumesa de estudios,  1133-9608, Nº. 21, 2014, páxs. 91-156